# Kathrin Pechlof

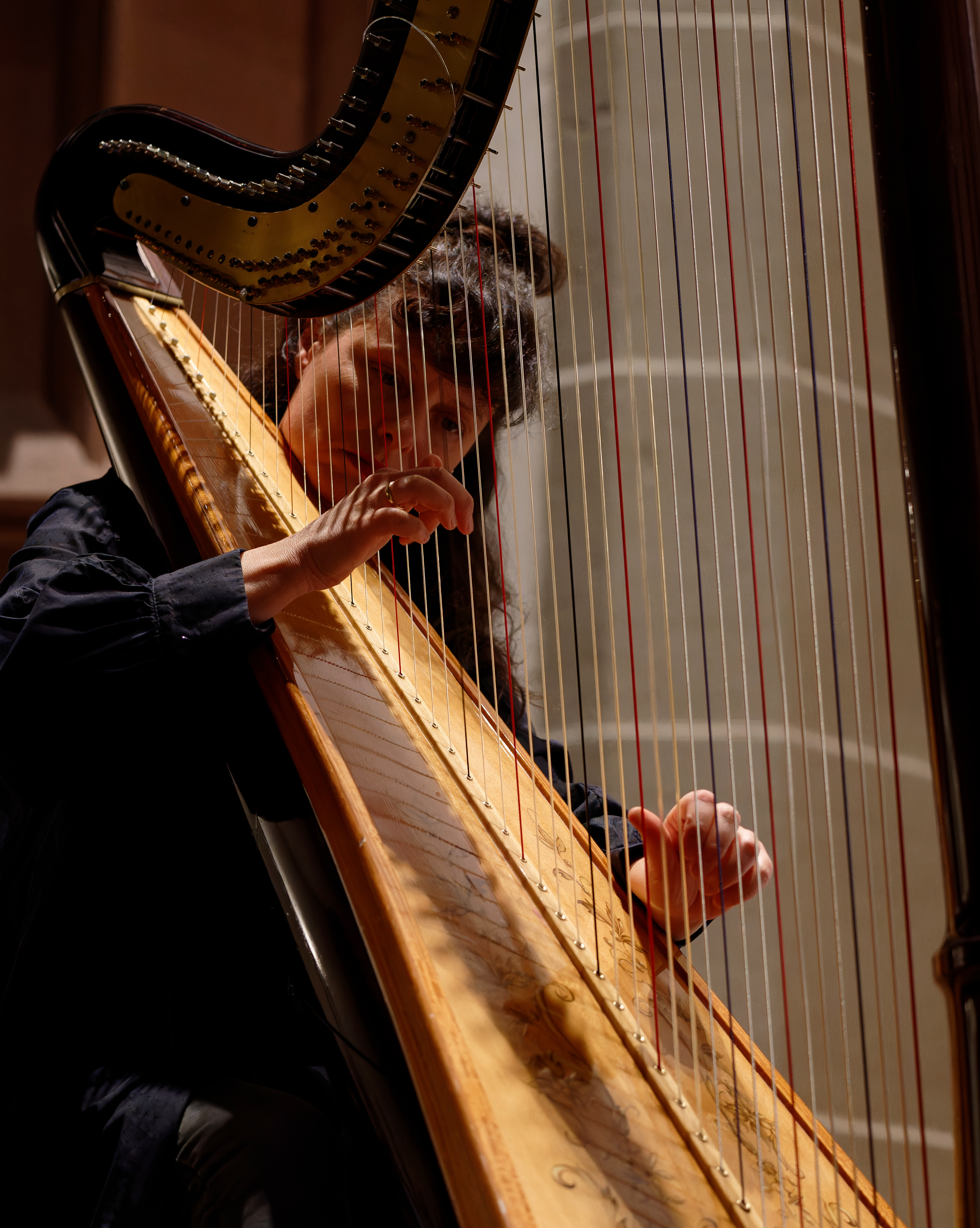
Kathrin Pechlof mit Nils Wogram Muse in der Stadtkirche Darmstadt am 11. November 2023

Kathrin Pechlof (* 1978 in München) ist eine deutsche Harfenistin und Komponistin, die vor allem im Bereich des Jazz arbeitet.

## Leben und Wirken
Pechlof studierte bis zum Abschluss 2004 Harfe am Richard-Strauss-Konservatorium bei Gudrun Haag; sie besuchte Meisterkurse bei Therese Reichling, Monika Wischnowski und Godelieve Schrama. Dann begann sie eine Konzerttätigkeit als Solistin, mit Kammermusikensembles wie der Taschenphilharmonie München und spielte bei den Stuttgarter Philharmonikern oder im Orchester der Ludwigsburger Schlossfestspiele. Neben ihrer Betätigung im Bereich der klassischen Musik begann sie mit Jazzmusikern zu arbeiten, wie z. B. mit dem ersten Sextett von Wanja Slavin, dem Cosmic Groove Orchestra (mit Alex Czinke, Jerker Kluge und Matthias Gmelin) oder dem Djaouch Macholi Orchestra. Bis 2011 studierte sie Jazz-Komposition an der Hochschule für Musik Köln bei Joachim Ullrich und Frank Gratkowski.
Seit 2011 leitet Pechlof ein Trio mit dem Altsaxofonisten Christian Weidner und dem Kontrabassisten Robert Landfermann, mit dem sie seitdem regelmäßig national und international konzertiert. 2013 legte sie ein erstes und 2018 ihr zweites Album unter eigenem Namen vor. „Ihre Kompositionen bringen Anmutungen aus der klassischen und Neuen Musik mit der Spontanität des Jazz zusammen.“ 2011 bis 2012 unterhielt ein Sextett unter ihrem Namen (mit Matthias Schriefl, Philipp Gropper, Gerhard Gschlößl, Robert Landfermann und Jonas Burgwinkel). 2024 trat sie wieder mit einem Ensemble und eigenen Kompositionen unter eigenem Namen dem Titel Radical Empathy in Erscheinung; es entstanden Aufnahmen mit Achim Kaufmann, Elias Stemeseder, Leif Berger, Christian Weidner und Robert Landfermann. Sie ist an Pablo Helds Album Glow, an Benjamin Schaefers Quiet Fire, Meinrad Kneers Phosporous Ensemble, an Jerker Kluges Album The Meeting mit Deep Jazz, an Peter Ehwalds Album Septuor de grand matin und an Nils Wograms Album Muse beteiligt. Weiterhin konzertierte sie regelmäßig mit der Unterbiberger Hofmusik und war auch an Auftritten des Andromeda Mega Express Orchestra und des Brandt Brauer Frick Ensemble beteiligt. Außerdem spielte sie in Niels Kleins Formation Loom (gleichnamiger Tonträger 2016) und im Multiple Joy(ce) Orchestra. Konzertreisen führten sie in zahlreiche Länder Europas.

## Diskographische Hinweise
- Imaginarium (Pirouet, 2013)[1]
- Toward the Unknown (Pirouet, 2018)
- Robert Landfermann: Rhenus (2023)

## Preise und Auszeichnungen
Pechlof erhielt 2023 den SWR-Jazzpreis. Sie war an Nils Wograms Album Muse beteiligt, das 2022 den Deutschen Jazzpreis in der Kategorie „Instrumentales Album des Jahres“ erhielt.